# Villamayor de Monjardín
Villamayor de Monjardín é um município da Espanha na província e comunidade foral (autónoma) de Navarra. Tem 11,10 km² de área e em 2021 tinha 117 habitantes (densidade: 10,5 hab./km²).

## Demografia
| Variação demográfica do município entre 1991 e 2004 | Variação demográfica do município entre 1991 e 2004 | Variação demográfica do município entre 1991 e 2004 | Variação demográfica do município entre 1991 e 2004 |
| --------------------------------------------------- | --------------------------------------------------- | --------------------------------------------------- | --------------------------------------------------- |
| 1991                                                | 1996                                                | 2001                                                | 2004                                                |
| 115                                                 | 118                                                 | 134                                                 | 135                                                 |